# 마티아스 옌센
마티아스 옌센(덴마크어: Mathias Jensen, 1996년 1월 1일 ~)는 덴마크의 축구 선수로 현재 잉글랜드 프리미어리그의 브렌트퍼드 FC에서 미드필더로 활약 중이다.